# Ordine di Idris I
L'Ordine di Idris I è stato un ordine cavalleresco della Libia.

## Storia
L'Ordine è stato fondato nel 1947 dal re Idris I, unico monarca della Libia regnante sino al 1969. Esso era il primo tra gli ordini statali della Libia e come tale era concesso unicamente ai monarchi e capi di Stato stranieri in segno di amicizia. Dopo la caduta della monarchia, è stato sostituito dall'Ordine della Repubblica di Libia.

## Classi
L'Ordine disponeva delle seguenti classi di benemerenza:
- Gran Collare (riservato ai re ed ai capi di Stato)
- Gran Cordone (riservato alle/ai consorti di capi di Stato oppure a principi e principesse reali o ancora a membri delle famiglie reali)

## Insegne
- La stella dell'ordine era costituita da una placca raggiante in oro e argento con al centro un medaglione rosso rubino riportante in oro una mezza luna sovrastata da una stella, il tutto attorniato da una fascia smaltata color verde mare con inscritto in arabo il nome dell'Ordine.
- Il nastro era verde con una striscia rossa ed una bianca per parte.